# 竹袋
竹袋（たけふくろ）は、千葉県印西市の大字。郵便番号270-1325。

## 地理
北は木下、北東は木下東、東は平岡、南は別所、南西は滝、西は大森、北西は木下南に隣接している。
飛び地が点在していており、茨城県利根町布川、栄町西、平岡、木下東、木下、本埜小林、小林、小林北、滝、別所に隣接している

## 小字
小字は以下の通り。
- 大森境（おおもりさかえ）
- 呑内（のみうち）
- 木戸脇（きどわき）
- 皿沼（さらぬま）
- 寺脇（てらわき）
- 弥治右ヱ門（やじえもん）
- 台（だい）
- 稲荷峠（いなりとうげ）
- 川崎（かわさき）
- 新堀込（にいぼりこみ）
- 鍛冶屋下（かじやした）
- 氏神前（うじがみまえ）
- 根切（ねぎり）
- 天神台（てんじんだい）
- 井の内作（いのうちざく）
- 五ノ神台（ごのかみだい）
- 三ノ割（さんのわり）
- 中割（なかわり）
- 鳴沢（なるさわ）
- 下鳴沢（しもなるさわ）
- 石神前（いしがみまえ）
- 上中埜原（かみなかやわら）
- 下埜原（しもやわら）

## 歴史
江戸時代は竹袋村であり、下総国印旛郡のうち。印西領、印西筋に属す。もと竹渓村、1616年（元和2年）から竹袋村となったともいう。
1663年（寛文3年）から幕府領、1698年（元禄11年）から旗本阿部氏・三枝氏の相給、1701年（元禄14年）から佐倉藩領、1723年（享保8年）から淀藩領。村高は、「元禄郷帳」547石余、「天保郷帳」「旧高旧領」ともに535石余。1723年（享保8年）「淀領郷村帳」によれば、小物成として夫役1貫254文余・百姓林銭永1貫730文・船役銭12貫254文・木下河岸運上永10貫文・糠藁代永250文・山銭鐚12貫374文を上納（田辺家文書）。1772年（明和9年）指出帳写によれば、反別田33町1反余・畑屋敷9町2反余・新田14町7反余・新畑18町9反余、ほかに山畑20町3反余・百姓林34町余、米積場・諸荷物附揚附下場があり、茶船20・小船12・酒屋通船1・渡場馬渡船1など、家数191・人数708、馬70（吉岡家文書/県史料下総）。また木下河岸では銚子方面から鮮魚が陸あげされ、江戸へ向けて輸送された。1679年（延宝7年）からは、鹿島・香取・息栖の三社参詣に、同河岸からの木下茶船が活躍した。1873年（明治6年）千葉県に所属。神社は稲荷神社など。寺院は天台宗三宝院（印旛郡誌）。
1889年（明治22年）木下村の大字となる。

### 年表
- 1873年（明治6年） - 千葉県に所属。
- 1889年（明治22年）4月1日 - 町村制施行し竹袋村、別所村、宗甫新田、平岡村、小林村が合併し木下町が発足。木下町大字竹袋になる。木下町役場所在地。
- 1954年（昭和29年）12月1日 - 木下町、大森町、船穂村、永治村の一部が合併し印西町が発足。印西町竹袋になる。
- 1957年（昭和32年） - 一部が木下となる[7][6]。
- 1996年（平成8年）4月1日 - 印西町が市制施行し、印西市になる。印西市竹袋になる。

## 世帯数と人口
2017年（平成29年）10月31日現在の世帯数と人口は以下の通りである。
| 大字 | 世帯数  | 人口  |
| ---- | ------- | ----- |
| 竹袋 | 178世帯 | 430人 |

## 小・中学校の学区
市立小・中学校に通う場合、学区は以下の通りとなる。
| 番地 | 小学校             | 中学校             |
| ---- | ------------------ | ------------------ |
| 全域 | 印西市立木下小学校 | 印西市立印西中学校 |

## 施設
- 印西市総合福祉センター
- 印西地区消防組合印西消防署
- 竹袋稲荷神社
- 三寶院
- 千葉県水道局木下取水場
- 豊作稲荷神社

## 交通

### 鉄道
地内に鉄道駅はない。木下にある成田線木下駅が利用できる。

### 道路
- 国道
  - 国道356号
- 都道府県道
  - 千葉県道4号千葉竜ヶ崎線
  - 千葉県道59号市川印西線